# Орест Ріва
Орест Ріва (італ. Oreste Riva, 21 липня 1860 — 31 грудня 1936) — італійський композитор, диригент, срібний призер Олімпійських ігор 1920 року.
1920 року він завоював срібну медаль в мистецьких змаганнях на Літніх Олімпійських іграх 1920 за твір «Marcia trionfale» («Тріумфальний марш»).